# Christiane Micus-Loos
Christiane Micus-Loos (* 1971) ist eine deutsche Pädagogin.

## Leben
Von 1994 bis 1997 machte sie die Ausbildung zur Logotherapeutin (Logotherapie nach Viktor E. Frankl am Süddeutschen Institut). Von 1999 bis 2000 war sie wissenschaftliche Mitarbeiterin der Universität Osnabrück / Abteilung Schulpädagogik. Von 2000 bis 2001 war sie wissenschaftliche Mitarbeiterin in Osnabrück / Abteilung Frauenforschung. Von 2001 bis 2010 war sie wissenschaftliche Assistentin am Institut für Allgemeine Pädagogik der Humboldt-Universität zu Berlin / Mitarbeiterin am Zentrum für transdisziplinäre Geschlechterstudien. Von 2010 bis 2018 lehrte sie als Professorin „Gender und Theorien Sozialer Arbeit“ an der Fachhochschule Kiel. Seit 2018 ist sie Professorin für Pädagogik mit Schwerpunkt Sozialpädagogik an der Christian-Albrechts-Universität zu Kiel.
Ihre Forschungsschwerpunkte sind (Auto-)Biographie- und Generationenforschung, gesellschaftliche Transformationsprozesse, Wandel von Geschlechterarrangements und früher Aggressions- und Gewaltforschung.

## Schriften (Auswahl)
- Friedfertige Frauen und wütende Männer? Theorien und Ergebnisse zum Umgang der Geschlechter mit Aggression. München 2001, ISBN 3-7799-1431-X.
- Bildung, Identität, Geschichte. Ost- und westdeutsche Generationenerfahrungen im Spiegel autobiographischer Text. Paderborn 2012, ISBN 978-3-506-77127-8.
- mit Melanie Plößer, Karen Geipel und Marike Schmeck: Normative Orientierungen in Berufs- und Lebensentwürfen junger Frauen. Wiesbaden 2016, ISBN 3-658-12625-6.
- mit Melanie Plößer (Hg.): Des eigenen Glückes Schmied_in!? Geschlechterreflektierende Perspektiven auf berufliche Orientierungen und Lebensplanungen von Jugendlichen. Wiesbaden 2015, ISBN 3-658-09132-0.